# Christian Heinrich Eigenwillig
Christian Heinrich Eigenwillig (* 1732 in Dresden; † 1803, ebenda) war ein deutscher Architekt und Rats-Maurermeister sowie Ratsbaumeister in Dresden.

## Leben
Christian Heinrich Eigenwillig wurde 1732 als Sohn des kurfürstlichen Hofkellermeisters Gottfried Benjamin Eigenwillig in der Moritzstraße in Dresden geboren und studierte Architektur an der Königlichen Akademie der Bildenden Künste, unter anderen auch als Schüler von Friedrich August Krubsacius.
Als 1756 der Siebenjährige Krieg ausbrach, ging Christian Heinrich Eigenwillig mit seinem Lehrer Krubsacius zusammen nach Niedersachsen und bekam bald darauf eine Stelle als gräflich-plessischer Baumeister und ließ dort wie auch in den Herzogtümern Mecklenburg-Schwerin sowie Mecklenburg-Strelitz im Auftrag seiner Dienstherren Gebäude errichten und Gärten anlegen.
Nach Ende des Siebenjährigen Krieges rief ihn der Dresdner Rat zurück. Er arbeitete zunächst als Ratsmaurermeister und Adjunkt (altdt. für Gehilfe) unter dem Ratsbaumeister Johann George Schmidt. 1769 erhält er auf direkte Anweisung des damals noch jungen Kurfürsten Friedrich August III. die Bauleitung für die neue Dresdner Kreuzkirche, sollte jedoch noch die Pläne von Schmids Kircheninnerem ausführen. Für die Fassadengestaltung der Kreuzkirche blieben die Pläne des Oberlandbaumeisters Christian Friedrich Exner maßgebend.
Nachdem Schmidt 1774 verstorben war, rückte Eigenwillig an dessen Stelle als Ratsbau- und -maurermeister Dresdens nach. 1777 bis 1780 erbaute er nach Schmidts Plänen die Waisenhauskirche. Von 1789 bis 1795 erbaute er die Böhmische Kirche (beide Kirchen fielen der Stadterweiterung im 19. Jahrhundert zum Opfer) und schließlich 1793 die Diakonats- und Schulkollegienwohnung an der Kreuzkirche. Er schuf Pläne zur neuen Annenschule (1788) und ein neues Findelhaus (1793). 
Als sein „Meisterwerk“ gilt das Hotel Stadt Berlin (Lindebergscher Gasthof), das er 1769 erbaute.
1797 wird er als Hausbesitzer des Hauses Kreuzgasse 527 aufgeführt, das er wohl ebenfalls errichtet hatte.